# Ecologia da paisagem
Ecologia da paisagem é a ciência que estuda e procura melhorar o relacionamento entre os processos ecológicos no ambiente e ecossistemas particulares. Isto é feito dentro de uma variedade de escalas de paisagem, desenvolvimento de padrões espaciais e níveis organizacionais de pesquisas e políticas. A ecologia da paisagem enfatiza a interação entre o modelo espacial e os processos ecológicos, isto é, as causas e consequências da heterogeneidade espacial através de uma série de escalas.
Essencialmente ela combina a abordagem espacial do geógrafo com a abordagem funcional do ecólogo.
É uma ciência interdisciplinar, integrando biofísica e enfoques analíticos com perspectivas humanísticas e holísticas através das ciências naturais e sociais. Paisagens são áreas geográficas espacialmente heterogêneas, caracterizadas por diversas interações de ecossistemas, desde sistemas aquáticos e terrestres relativamente naturais como as florestas, campos e lagos, até ambientes dominados pelo homem, incluindo cenários urbanos e agrícolas.. As principais características da ecologia das paisagens são sua ênfase no relacionamento entre os padrões, processos e escalas e seu foco em tópicos ambientais e ecológicos de grande escala. Isto exige a cooperação entre as ciências biofísicas e socioeconômicas. Os principais tópicos de pesquisa nesta área incluem fluxos ecológicos nos mosaicos de paisagens, uso e mudança da cobertura do solo, a relação do padrão das paisagens com os processos ecológicos, conservação da paisagem e sustentabilidade.

## Terminologia
O termo ecologia de paisagem(Landshaft ökologie) foi cunhado por Carl Troll, um geógrafo alemão, em 1939 . Ele desenvolveu esta terminologia e muitos conceitos primordiais da ecologia de paisagem como parte de seus primeiros trabalhos, que consistiam em aplicar interpretação de fotografias aéreas a estudos de interação entre o meio e a vegetação.

## Explicação
Heterogeneidade é a medida do quanto as partes de uma paisagem se diferenciam de outra quanto à sua configuração espacial. A ecologia de paisagem observa como esta estrutura espacial afeta a abundância dos organismos no nível da paisagem, assim como o comportamento e o funcionamento da paisagem como um todo. Isso inclui o estudo sobre a influência do padrão, ou da ordem interna de uma paisagem no processo, ou a contínua operação das funções dos organismos. A ecologia de paisagem também inclui a geomorfologia aplicada ao desenho e arquitetura das paisagens.. Geomorfologia é o estudo de como formações geológicas são responsáveis pela estrutura de uma paisagem.

## História

### Evolução da teoria
Uma teoria central da ecologia de paisagem originou-se de The Theory of Island Biogeography, de MacArthur & Wilson. Tal trabalho considerou a biodiversidade em ilhas como resultado da competição de forças ocorrendo na colonização de uma unidade continental e da extinção estocástica. Os conceitos de biogeografia de ilhas foram generalizados de ilhas físicas para partes abstratas de habitat pelo modelo de metapopulação de Levin. Essa generalização permitiu o crescimento da ecologia de paisagem provendo aos biólogos de conservação uma nova ferramenta para explicar como a fragmentação do habitat afeta a viabilidade das populações. Crescimentos recentes da ecologia de paisagem devem muito ao desenvolvimento dos Sistemas de Informação Geográfica (SIG) e a existência de dados sobre habitats em grandes extensões (por exemplo, dados obtidos por sensoriamento remoto)

### Desenvolvimento como uma disciplina
A ecologia de paisagem se desenvolveu na Europa, através de planejamentos históricos em paisagens humanas. Conceitos da teoria geral da ecologia foram integrados na América do Norte. Enquanto a teoria geral da ecologia e suas sub-disciplinas se focavam no estudo de unidades de comunidade mais homogêneas e discretas, organizadas em estrutura hierárquica (tipicamente como ecossistemas, populações, espécies e comunidades), a ecologia de paisagem foi construída considerando-se a heterogeneidade no espaço e no tempo. Frequentemente inclui mudanças na paisagem causadas pelo homem na teoria e na aplicação dos conceitos.
Por volta de 1980, a ecologia de paisagem era uma disciplina discreta e estabelecida no meio acadêmico. Foi marcada pela organização da Associação Internacional para a Ecologia de Paisagem (IALE) em 1982 obama op
Publicações de livros sobre a paisagem definiram o escopo e os objetivos da disciplina, incluindo Naveh e Lieberman  and Forman and Godron.. Forman escreveu que, apesar do estudo da "ecologia da configuração espacial em escala humana" ter apenas uma década de idade, havia um grande potencial para o desenvolvimento de teorias e aplicações da parte conceitual. Hoje, a teoria e aplicação da ecologia de paisagem continua se desenvolvendo através da necessidade de aplicações inovadoras nas paisagens em processo de mudança, e se utiliza de tecnologias avançadas como o sensoriamento remoto, SIG, e modelos. Houve um desenvolvimento associado de eficientes métodos quantitativos para examinar a interação entre os padrões e os processos . Um exemplo é a determinação da quantidade de carbono presente no solo baseada no relevo da paisagem, utilizando mapas de SIG, tipos de vegetação, e dados pluviométricos da região.

## Relação com a teoria ecológica
A teoria da ecologia de paisagem está ligeiramente fora do "domínio preferido e clássico das disciplinas científicas" por causa das grandes e heterogêneas áreas de estudo. Contudo, a teoria geral da ecologia é central para a teoria da ecologia de paisagem em vários aspectos. A ecologia de paisagem consiste em quatro princípios centrais: o desenvolvimento e a dinâmica da heterogeneidade espacial, interações e trocas de matéria e energia através de paisagens heterogêneas, influência da heterogeneidade espacial em processos bióticos e abióticos, e o gerenciamento da heterogeneidade espacial. A principal diferença em relação aos estudos ecológicos tradicionais, que frequentemente assumem que sistemas são espacialmente homogêneos, é a consideração de padrões espaciais.

### Escala e heterogeneidade (composição incorporada, estrutura e função)
Um dos conceitos centrais na ecologia de paisagem é a escala. Escala representa o mundo real traduzido em um mapa, relacionando a distância na imagem do mapa e a distância correspondente na Terra. Escala é também a medida espacial ou temporal de um objeto ou processo, ou a quantidade de resolução espacial. Componentes da escala incluem composição, estrutura ,função e padrão, todos importantes conceitos ecológicos. Aplicados à ecologia de paisagem, composição se refere ao número de elementos discretos representados em uma paisagem e sua abundância relativa. Por exemplo, a quantidade de florestas ou pântanos, o tamanho das bordas da floresta ou a densidade das ruas em uma área urbana podem ser aspectos da composição da paisagem. Estrutura é determinada pela composição, configuração espacial e proporção de diferentes elementos na paisagem, enquanto função se refere a como cada elemento na paisagem interage com os elementos vizinhos em seu ciclo biológico.Padrão é o termo utilizado para o conjunto de elementos que seguem uma ordem espacial de uma área heterogênea de terreno.
Uma paisagem com estrutura e padrão implica que possui heterogeneidade espacial, ou distribuição aleatória de objetos através da paisagem. Heterogeneidade é um elemento chave para a ecologia de paisagem, que separa a disciplina de outros ramos da ecologia.

### Partes, Matriz e mosaico
Parte ou Mancha, é um termo fundamental para a ecologia de paisagem, definido como uma área relativamente homogênea que se difere de seus arredores. Partes são as unidades básicas da paisagem que mudam e deslocam-se, em um processo chamado dinâmica de partes. Partes possuem forma definida e configuração espacial, e podem ser descritas composicionalmente por variáveis internas como números de indivíduos, número de espécies de indivíduos, dados morfométricos, fisionômicos, ou outras medidas similares.
Matriz é o "plano de fundo do sistema ecológico" de uma paisagem, sendo o componente espacialmente mais representativo ou dominante, podendo apresentar variável grau de conectividade. Conectividade é a medida do quão conectado ou espacialmente contínuo um corredor, rede ou matriz é. Por exemplo, uma paisagem florestal (matriz) com menos buracos na cobertura florestal (partes abertas), terá maior conectividade. Corredores possuem importante função, sendo faixas de um elemento particular da paisagem que diferencia-se do terreno adjacente em ambos os lados. Uma rede é um sistema interconectado de corredores, enquanto mosaico descreve o padrão das partes, corredores e matriz que formam uma paisagem em seu todo.

### Fronteiras e bordas
Partes da paisagem possuem fronteiras entre elas que podem ser bem definidas ou confusas. A zona composta das bordas de ecossistemas ou elementos da paisagem adjacentes é a fronteira. Borda é a porção de um ecossistema ou elemento da paisagem próximo de seu perímetro, onde influências das partes adjacentes podem causar diferenças entre o interior da parte e sua margem. Este efeito de borda inclui variações na composição ou abundância de espécies. Por exemplo, quando uma paisagem é um mosaico de diferentes tipos perceptíveis, como uma floresta adjacente a uma pradaria, a borda é localizada onde os dois tipos se juntam. Em uma paisagem contínua em gradiente, como uma floresta se abrindo em um bosque, a exata localização da borda é confusa e algumas vezes determinada por um gradiente local excedendo um dado limite, como o ponto onde a cobertura das árvores cai abaixo de 35%.

### Ecótones, ecóclinas e ecótipos
Um tipo de fronteira é a ecótone, ou a zona de transição natural entre duas comunidades. Ecótones podem surgir naturalmente, como uma restinga, ou pode ser de origem antrópica, como um terreno desmatado de uma floresta a ser utilizado para agricultura. A comunidade ecotonal possui características em comum de cada comunidade fronteiriça e, às vezes, contém espécies não encontradas nas comunidades adjacentes. Exemplos clássicos de ecótones incluem cercas, transições de florestas para marismas, florestas para campos, ou interfaces terreno-aquáticas como zonas ribeirinhas em florestas. Características de ecótones incluem a seletividade da flora e fauna, mudanças fisionômicas, ocorrência de mosaico da comunidade espacial, ocorrência de espécies exóticas, espécies ecotonais, efeito de massa espacial, e riqueza de espécies maior ou menor do que algum dos lados da ecótone.
Uma ecóclina é outro tipo de fronteira da paisagem, mas é uma mudança gradual e contínua nas condições ambientais de um ecossistema ou comunidade. Ecóclinas ajudam a explicar a distribuição e diversidade dos organismos em uma paisagem porque certos organismos sobrevivem melhor sob certas condições, o que muda ao conforme a ecóclina. Elas contêm comunidades heterogêneas que são consideradas mais ambientalmente estáveis do que aquelas nas ecótones.
Um ecótipo é um termo espacial que representa a menor unidade ecologicamente distinguível no mapeamento e na classificação das paisagens em uma dada escala. Relativamente homogêneos, são unidades da paisagem espacialmente explícitas usadas para estratificar paisagens em feições ecologicamente distintas. Eles são úteis para a medição e o mapeamento da estrutura, função e mudança das paisagens ao longo do tempo, e para examinar os efeitos do distúrbio e da fragmentação

### Distúrbio e fragmentação
Distúrbio  é um evento que altera significativamente o padrão de variação na estrutura ou função de um sistema. Fragmentação é a quebra de um habitat, ecossistema ou tipo de uso do solo em parcelas menores. O distúrbio é geralmente considerado um processo natural. A Fragmentação é causada por fatores antrópicos de transformação do terreno, um importante processo nas paisagens relacionado ao desenvolvimento e ocupação humanos.
Uma importante consequência do desmatamento repetido e aleatório (seja por distúrbio natural ou atividade antrópica) é a possibilidade de quebra da cobertura contínua em partes isoladas. Isto acontece quando a área desmatada excede um nível crítico, o que significa que as paisagens desmatadas exibem duas fases: conectada e desconectada.

## Teoria da ecologia de paisagem
A teoria da ecologia de paisagem dá ênfase ao papel dos impactos antrópicos nas estruturas e funções da paisagem. Também propõe meios de restauração de paisagens degradadas.
A ecologia de paisagem explicitamente inclui o homem como entidade que causa mudanças funcionais na paisagem. A teoria da ecologia de paisagem inclui o princípio da estabilidade da paisagem, que enfatiza a importância da heterogeneidade estrutural da paisagem no desenvolvimento de resistência aos distúrbios, recuperação de distúrbios e na promoção da estabilidade total do sistema. Este princípio é uma grande contribuição para as teorias gerais da ecologia que enfatizam a importância das relações entre os várias componentes da paisagem. A integridade dos componentes da paisagem ajuda na manutenção da resistência a ameaças externas, incluindo o desenvolvimento e a transformação do solo pela atividade antrópica. A análise da mudança do uso do solo incluiu uma forte abordagem geográfica que levou à aceitação da ideia de propriedades multifuncionais das paisagens. Existem ainda pedidos para que haja uma teoria mais unificada da ecologia de paisagem por causa de diferenças nas opiniões profissionais entre ecologistas e abordagem interdisciplinar do tema (Bastian 2001).
Uma importante teoria relacionada é a teoria hierárquica, que explica como sistemas de elementos funcionais diferentes operam quando ligados em duas ou mais escalas. Por exemplo, uma paisagem florestal pode ser hierarquicamente composta de bacias de drenagem, que por sua vez são compostas de ecossistemas locais, estes compostos de árvores individuais e intervalos. Desenvolvimentos teóricos recentes na ecologia de paisagem enfatizaram a relação entre padrões e processos, bem como o efeito que mudanças em escala espacial possuem no potencial de extrapolar informações utilizando a escala. Muitos estudos sugerem que a paisagem possui críticos limites nos quais processos ecológicos irão mostrar mudanças dramáticas, como a completa transformação de uma paisagem por uma espécie invasora com pequenas mudanças na temperatura que favoreçam o habitat do invasor.

## Aplicação da ecologia de paisagem

### Direções das pesquisas
Desenvolvimentos na ecologia de paisagem ilustram as importantes relações entre padrões espaciais e processos ecológicos. Estes desenvolvimentos incorporam métodos quantitativos que ligam padrões espaciais e processos ecológicos em grandes escalas espaciais e temporais. Esta ligação do tempo, espaço e mudança ambiental, além da maior rapidez em diagnosticar possíveis problemas, podem ajudar gerenciadores na aplicação de planos para resolver problemas ambientais. A crescente atenção dada nos últimos anos à dinâmica espacial enfatizou a necessidade por novos métodos quantitativos que possam analisar padrões, determinar a importância de processos espaciais explícitos, e desenvolver modelos confiáveis. As técnicas de análises multivariáveis são frequentemente utilizadas para examinar os padrões de vegetação a nível de paisagem. Estudos usam técnicas de estatística, como análise de cluster, análise de correspondência canônica (CCA), ou análise de correspondência discreta (DCA), para classificar a vegetação. Análise de gradiente é outro modo de determinar a estrutura da vegetação ao longo de uma paisagem ou de ajudar a delinear habitats pantanosos críticos para propósitos de conservação ou mitigação (Choesin and Boerner 2002).
Mudanças climáticas são outro grande componente na estrutura da pesquisa atual na ecologia de paisagem. Ecótones, como uma unidade básica nos estudos de paisagem, podem ser significativas para o gerenciamento sob cenários de mudança climática, já que efeitos de mudança provavelmente serão visto primeiramente em ecótones por causa da instabilidade natural de um habitat de fronteiras. Pesquisas nas regiões meridionais examinaram processos de ecologia de paisagem, como a acumulação de neve, derretimento, erosão, percolação, variação na umidade do solo e regimes de temperatura através de medições de longo tempo na Noruega. O estudo analisa gradientes através do espaço e do tempo entre ecossistemas nas montanhas centrais para determinar relações entre o padrão de distribuição dos animais em seu meio. A observação do local onde os animais vivem, e como a vegetação muda ao longo do tempo, poderá prover informações sobre o gelo e a neve em longos períodos de tempo na paisagem como um todo.
Outros estudos a nível de paisagem afirmam que o impacto humano provavelmente é o principal determinante do padrão da paisagem em grande parte do globo. Paisagens podem vir a ser substituídas por medições de biodiversidade, porque composições de plantas e animais são diferentes em exemplos tomados de locais com diferentes categorias de paisagem. Taxa, ou diferentes espécies, podem "escapar" de um habitat para outro, o que possui implicações para a ecologia de paisagem. Conforme as práticas antrópicas de uso do solo se expandem e continuam a aumentar a proporção de bordas nas paisagens, os efeitos destes "vazamentos" de um habitat para outro através das bordas podem se tornar mais significantes na conservação. Isto porque as espécies podem ser conservadas através dos níveis de paisagem, se não em níveis locais.

### Relação com outras disciplinas
A ecologia de paisagem foi incorporada em uma variedade de subdisciplinas ecológicas. Por exemplo, um recente desenvolvimento foi a consideração mais explícita dos conceitos e princípios espaciais no estudo de lagos, correntezas e pântanos no campo da limnologia de paisagem. Adicionalmente, a ecologia de paisagem tem importantes ligações a disciplinas de aplicação como a agricultura e a engenharia florestal. Na agricultura, a ecologia de paisagem introduziu novas opções para o gerenciamento de ameaças ambientais trazidas pela intensificação das práticas agrícolas. A agricultura sempre foi um forte impacto humano nos ecossistemas. Na engenharia florestal, desde a extração de lenha e carvão vegetal até a organização das paisagens para fins estéticos, os hábitos do consumismo afetaram a conservação e o uso das paisagens florestais. A engenharia florestal de paisagem possui métodos, conceitos e procedimentos analíticos para a análise de tais questões. Finalmente, a ecologia de paisagem foi citada como contribuidora para o desenvolvimento da biologia da pesca como ciência biológica distinga, e é frequentemente incorporada no planejamento da delineação de áreas alagadas na hidrologia..